# Paullinia selenoptera
Paullinia selenoptera är en kinesträdsväxtart som beskrevs av L. Radlk.. Paullinia selenoptera ingår i släktet Paullinia och familjen kinesträdsväxter. Inga underarter finns listade i Catalogue of Life.